# اگر من یک مرد ثروتمند بودم (فیلم ۲۰۰۲)
اگر من یک مرد ثروتمند بودم (به انگلیسی: If I Were a Rich Man) فیلمی محصول سال ۲۰۰۲ و به کارگردانی ژرارد بیتون و مایکل مونز است. در این فیلم بازیگرانی همچون ژان پیر داروسین، ولری برونی تدسکی، ریشار بری، فرانسوا مورل، نوئمی لووفسکی، زین‌الدین سوآلم، ژان دوژاردن، دیدیه فلامان و آن ماریون ایفای نقش کرده‌اند.